# Myxilla chilensis
Myxilla chilensis är en svampdjursart som beskrevs av Thiele 1905. Myxilla chilensis ingår i släktet Myxilla och familjen Myxillidae. Inga underarter finns listade i Catalogue of Life.